# Encuentros Arcoíris

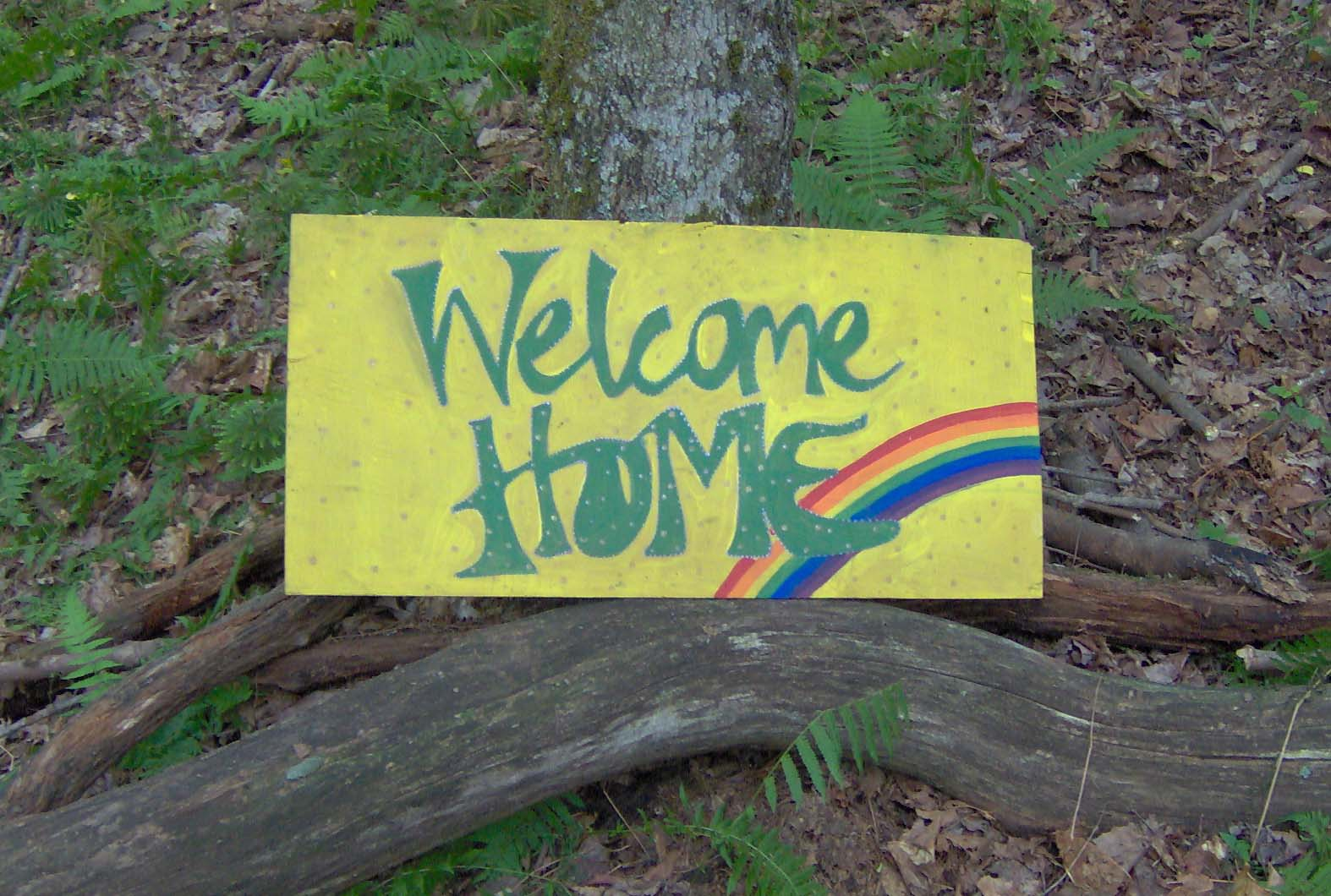
"Bienvenido a casa" y "te amamos" son los saludos comunes en los encuentros arcoíris.

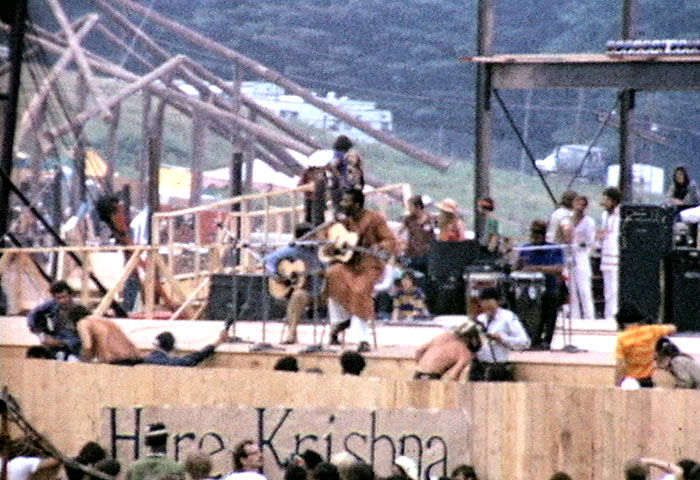
El Festival de Woodstock de agosto de 1969 se puede considerar el punto de partida y cristalización del movimiento arcoíris.

Los Encuentros arcoíris son las reuniones que realiza el grupo social Familia Arcoíris, las cuales son comunidades poco estructuradas de personas que se congregan anualmente en bosques remotos de todo el mundo durante una o más semanas para celebrar una ideología compartida de paz, armonía, libertad y respeto. Cualquier persona puede asistir y los participantes se refieren a sí mismos como una "Familia Rainbow". 

## Características
El objetivo era crear lo que ellos creen que es una cultura más satisfactoria, libre de consumismo, capitalismo y medios de comunicación, que no es jerárquica, promueve la paz mundial y sirve como modelo para las reformas de la sociedad en general. Sin embargo, los valores se han modificado recientemente en un esfuerzo por atraer a más personas, y se han vuelto menos estrictamente vegetarianos (excepto en el espacio de la cena común), y se han abierto  más a múltiples estilos culturales generales.
Influenciados por la contracultura de la década de 1960 y los festivales de rock de finales de los 60 y principios de los 70 , Rainbow es un "movimiento de revitalización" con muchas filosofías y prácticas que tienen sus raíces en las tradiciones utópicas históricas de mediados del siglo XIX. La primera reunión Rainbow se celebró en Colorado, EE. UU., en 1972 y asistieron más de 20.000 personas. En la década de 1980, las reuniones comenzaron a formarse fuera de América del Norte como eventos autónomos, pero conectados en todo el mundo.

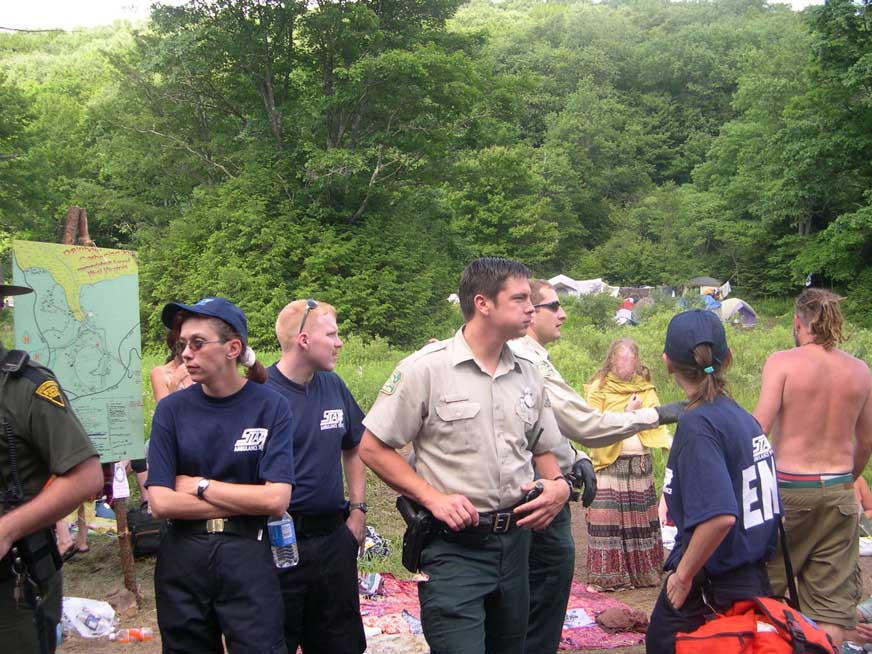
La policía y los médicos cerca del círculo de intercambio en la asamblea nacional de los Estados Unidos de Rainbow Gathering en West Virginia, 2005

La cobertura de los medios de los Rainbow Gatherings ha sido desfavorable desde la década de 1980, cuando los periodistas comenzaron a describir a los miembros de la Familia Rainbow en términos como "hippies de edad avanzada", "hijos de las flores adultos" o "gente blanca de mediana edad". En la década del 2000, el enfoque de los medios se centró en el aumento de la delincuencia en las comunidades locales más cercanas a las Reuniones, que van desde delitos menores como el robo al por menor hasta asaltos violentos e infracciones de tráfico graves, como conducir bajo los efectos de las drogas o el alcohol. A pesar de las aspiraciones ecologistas y pacifistas del movimiento, los medios de comunicación muestran que los Encuentros, que normalmente se realizan en bosques nacionales y otras áreas ecológicamente sensibles, tienen un impacto perjudicial en el medio ambiente local y los participantes han desarrollado una reputación de uso excesivo de drogas y alcohol, actividad disruptiva y criminal, y por su apropiación cultural y tergiversación de las tradiciones y creencias de los nativos americanos. Esto ha resultado en una mayor presencia de la policía en las reuniones y en una mala acogida por parte de los miembros de la comunidad y los dueños de negocios en las ciudades cercanas y en las reservas. En los EE. UU. estas cuestiones también son factores que contribuyen a la disminución en la asistencia a reuniones regionales y nacionales.

## Trasfondo
Rainbow Gatherings y Rainbow Family of Living Light (generalmente abreviados a "Rainbow Family") afirman expresar impulsos utópicos, bohemismo, cultura inconformista y hippie. Las reuniones tienen raíces claramente trazables a la contracultura de los años sesenta.
Los Rainbow Gatherings tienen su propia jerga, que ayuda a crear un sentido de comunidad y a expresar sus opiniones sobre la sociedad y la justicia social. En particular, comúnmente se hace referencia a la sociedad en general y se la ve como "Babilonia", un término del Nuevo Testamento cristiano que connota la creencia generalizada de los participantes de que los estilos de vida modernos y los sistemas de gobierno son insalubres, insostenibles, explotadores y están fuera de armonía con lo natural. 

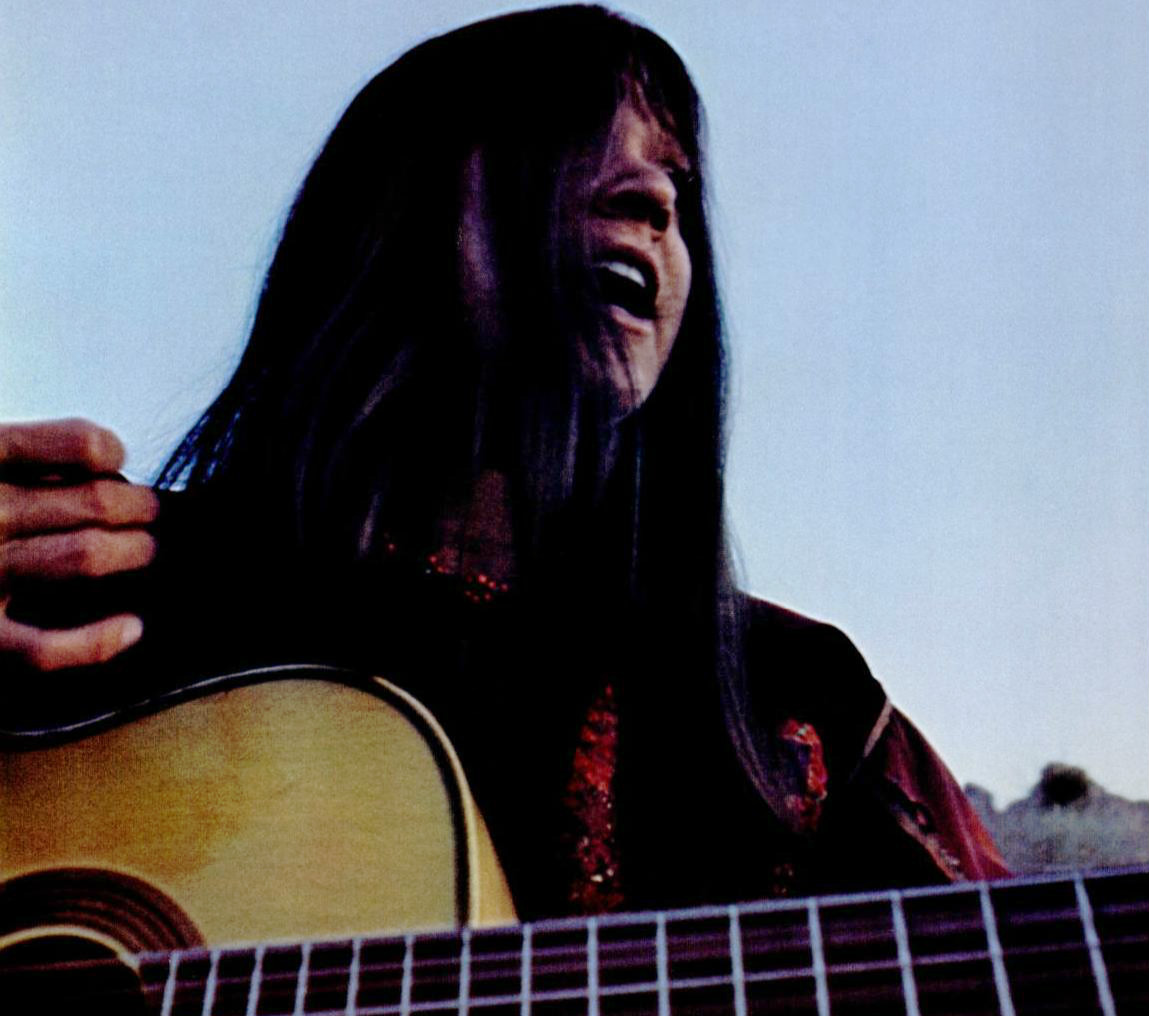
Melanie Safka, un icono del movimiento en 1972

## Historia
La reunión original de Rainbow se realizó en 1972 y se celebra anualmente en los Estados Unidos del 1 al 7 de julio de cada año en tierras de los bosques nacionales. A lo largo del año, se celebran reuniones regionales e internacionales en los Estados Unidos y en muchos otros lugares del mundo.
El primer Encuentro de las Tribus en el Arco Iris, un evento de cuatro días en Colorado, Estados Unidos, en julio de 1972, fue organizado por "tribus" de contracultura juvenil del norte de California y el noroeste del Pacífico. Veinte mil personas se enfrentaron a bloqueos policiales, amenazaron con desobediencia civil y se les permitió ingresar a tierras del Bosque Nacional. Este fue pensado para ser un evento de una sola vez; sin embargo, se materializó una segunda reunión en Wyoming el año siguiente, momento en el que se declaró un evento anual. Desde entonces, la duración de las reuniones se ha expandido más allá del período original de cuatro días, al igual que el número y la frecuencia de las reuniones.
Aunque grupos de California y la región noroeste de los EE. UU. participaron activamente en la primera reunión de Rainbow, el sureste de EE. UU. también estuvo fuertemente representado. Al menos 2.600 personas de toda la región asistieron y brindaron apoyo para la Reunión de las Tribus del Arco Iris de 1972 en Strawberry Lake, en Granby, Colorado. También hubo una fuerte representación de otras regiones de los Estados Unidos.
En 2017, la reunión de los Estados Unidos se llevó a cabo cerca de los 5.700 km² del Bosque Nacional Malheur en el este de Oregón. Entre 10.000 y 18.000 participantes asistieron al evento de varios días, cerca de Flagtail Meadow, con la mayor multitud esperada para el 4 de julio.

## Aspectos sociales

### Valores

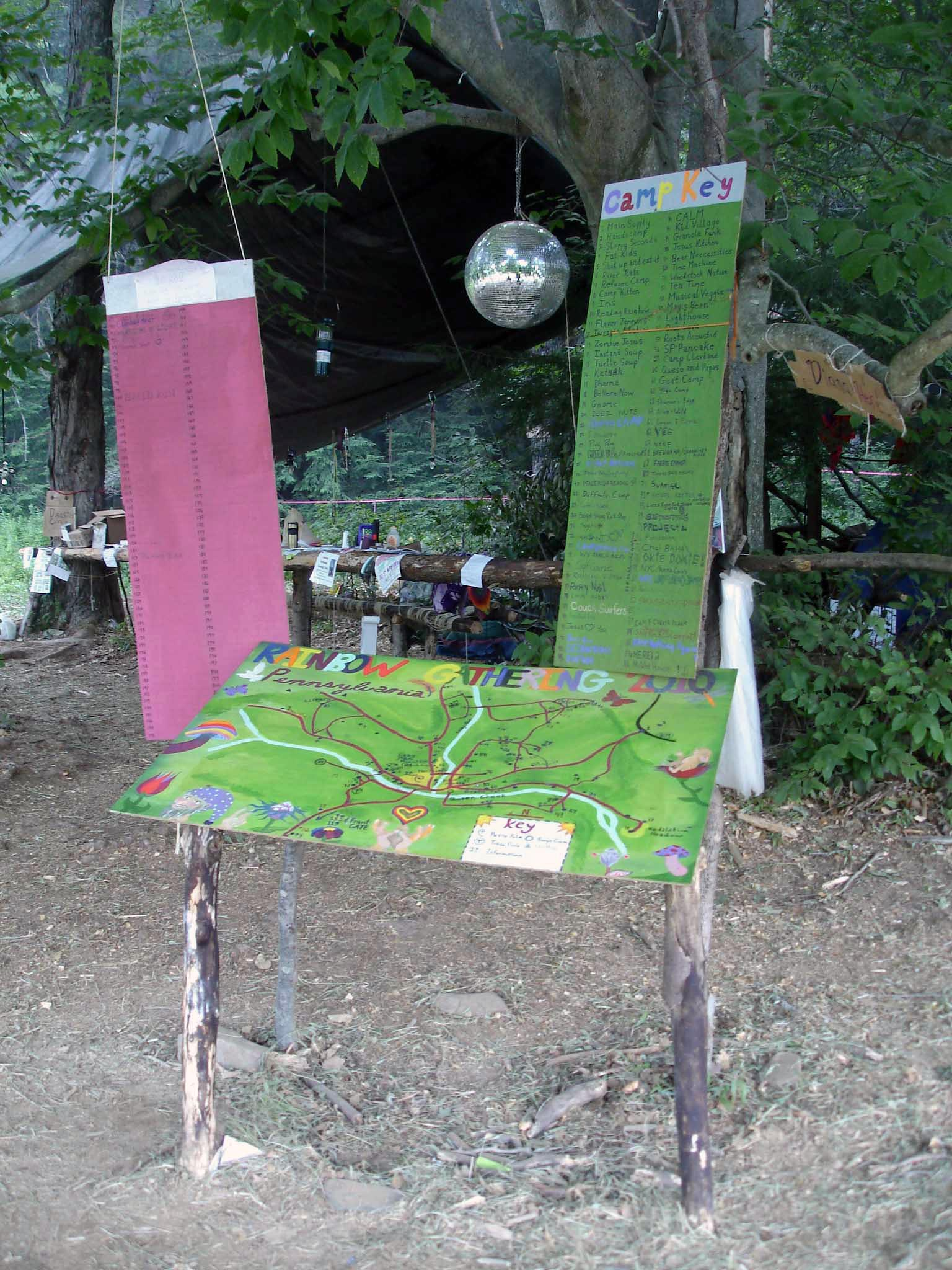
Un mapa del campamento, en un punto de "Información y Control de Rumores".

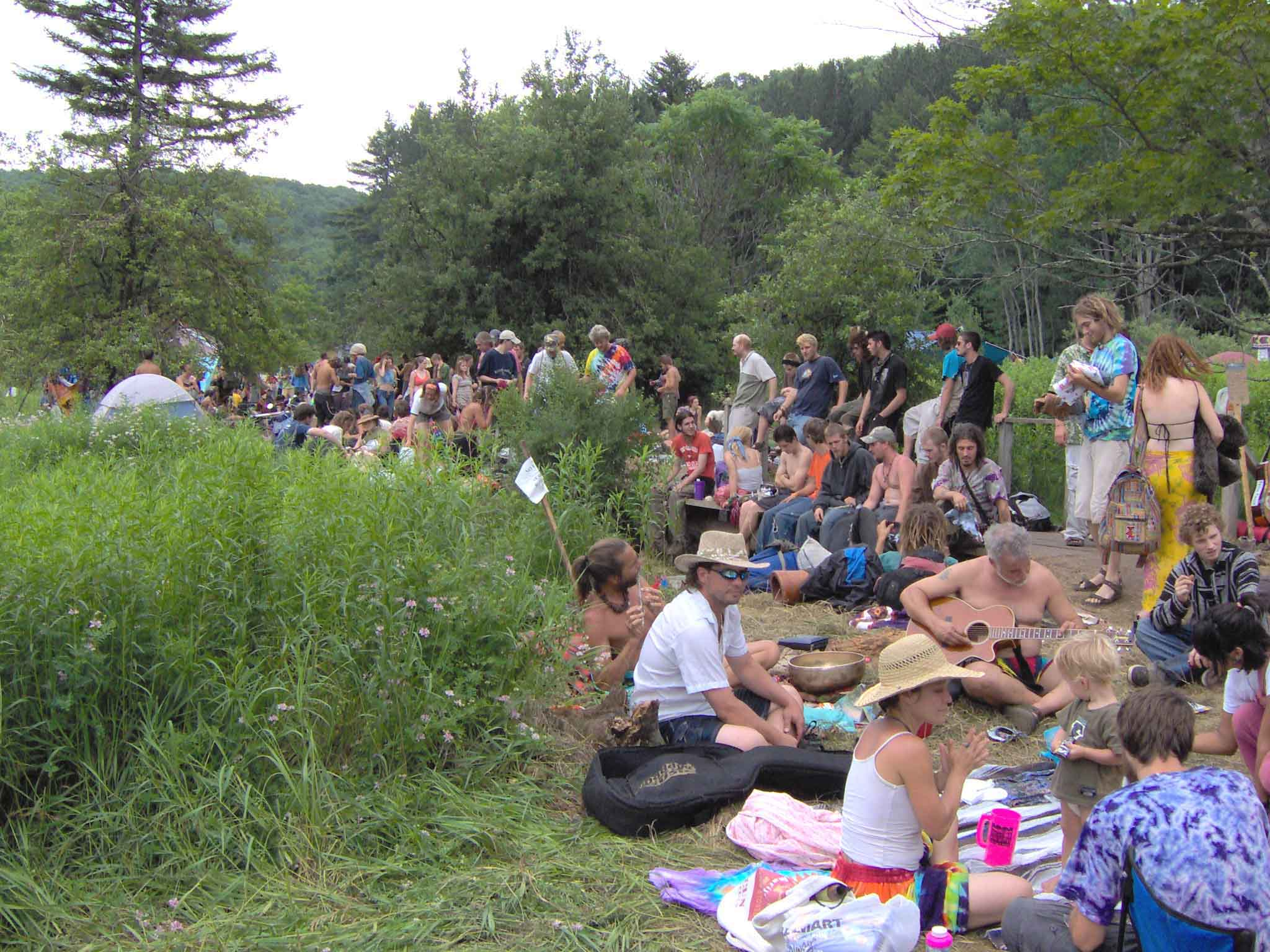
Círculo de intercambio

La Familia Rainbow no tiene líderes oficiales (aunque tiene mucho liderazgo), no tiene una estructura codificada, estrictamente aplicada o jerárquica, no tiene portavoces oficiales, no tiene documentos oficiales ni membresía. Los documentos son producidos solo cuando es necesario y son mantenidos por varios grupos. Los valores sostenidos son amor, paz, no violencia, ecologismo, no consumismo y no comercialismo, voluntariado, respeto por los demás, proceso de consenso y diversidad multicultural.

### No comercialismo
Como señala Michael Niman, "Los Rainbow Gatherings, en principio, son gratuitos y no comerciales". Usar dinero para comprar o vender cualquier cosa en Rainbow Gatherings es un tabú. No hay organizadores pagados, aunque hay voluntarios ("coordinadores") que son cruciales para establecer el sitio de reunión. Se espera que los participantes contribuyan con dinero, mano de obra y / o material. Todo el trabajo es voluntario y nunca compensado formalmente; a la inversa, no se requiere un costo monetario ni una obligación previa para asistir a una reunión de Rainbow.
Además de hacer colectas (el "Sombrero mágico" en el lenguaje del arcoíris) para artículos esenciales comprados en la comunidad local, hay poco o ningún intercambio de moneda internamente en una Reunión. El principio es que las necesidades deben compartirse libremente, mientras que los lujos se pueden intercambiar. Un área comercial designada es una característica en la mayoría de las Reuniones de los Estados Unidos. Se llama "círculo comercial" si es circular y "carril de trueque" si es lineal. Los artículos que se intercambian con frecuencia incluyen artículos como dulces (a menudo denominados "zuzus"), libros, cristales, rocas, gemas y artesanías. En algunos casos raros, las personas pueden incluso intercambiar marihuana o fumar pipas (generalmente cuando no hay policías en el área). Las barras de Snickers se han convertido en una unidad de intercambio semi-estandarizada en algunas reuniones.

### Sin membresía
No hay líderes oficiales, ni estructura formal, ni portavoces oficiales, ni membresía. Algunos participantes de la familia Rainbow dicen que la familia es la "no organización más grande de no miembros en el mundo". Además de referirse a sí mismos como una no-organización, los "no miembros" de Rainbow Family of Living Light también llaman al movimiento "desorganización". Sin embargo, hay una red cambiante de "coordinadores" que asumen la responsabilidad de transmitir la información de Rainbow durante todo el año, y sirven como contactos si están incluidos en la Guía de Rainbow. En Rainbow lore solo necesitas una cosa para ser parte de la Familia, un ombligo.

### Proceso de consenso
Las reuniones son mantenidas libremente por consejos abiertos y libres formados por cualquier "no miembro" que desea ser parte de un consejo, que utiliza el proceso de consenso para tomar decisiones. Según el Mini-manual, "las reglas reconocidas de Rainbow provienen de una sola fuente, el Consejo principal en las reuniones nacionales anuales".
Los círculos parlantes son también una característica de las reuniones del arcoíris. Cada participante en el círculo habla cuando le toca, mientras que todos los demás presentes escuchan en silencio. Alrededor del círculo se pasa un bastón de conversación, una pluma u otro objeto ritual para permitir que todos tengan la oportunidad de hablar sin ser interrumpidos; esta es una apropiación de una costumbre indígena norteamericana.

### Creatividad y espiritualidad
Una de las características centrales de la reunión anual de los EE. UU. es la meditación silenciosa en la mañana del cuatro de julio, con los asistentes reunidos en un círculo en la Pradera Principal. Aproximadamente al mediodía, la asamblea comienza un "Om" colectivo que termina con alaridos y una celebración. Un desfile de niños viene del Kiddie Village, cantando y bailando en medio del círculo.
Muchas tradiciones espirituales están representadas, a menudo con su propia cocina, desde Hare Krishnas hasta judíos ortodoxos, varias denominaciones del cristianismo y muchas otras.
Espiritualmente, hay una fuerte tradición de apropiación cultural, con los asistentes en gran parte blancos que realizan sus ideas de ceremonias indígenas, tambores africanos, rastafarianismo, religiones orientales, neopaganismo y pensamiento libre. Las creencias de la Nueva era son prevalentes. Por ejemplo, la práctica de cantar "Om" antes de una comida es un ejemplo de una apropiación de una práctica hindú. Muchos miembros expresan el deseo de encontrar "una mayor conciencia de sí mismos", de volverse uno con la naturaleza y sus compañeros humanos, o conectarse con una conciencia universal. Los líderes nativos americanos de varias tribus se han manifestado en contra de la apropiación indebida por parte de los Arco Iris de sus ceremonias religiosas, así como de su entrada a los sitios sagrados nativos.
Los eventos creativos pueden incluir programas de variedades, canto de fogata, malabares de fuego y proyectos de arte grandes o pequeños. En una reunión, se montó un teleférico para llevar grupos de cuatro rápidamente a través del prado. Faerie Camp estaba "vivo con cientos de campanas y objetos extrañamente iluminados". Los músicos y la música impregnan todas las Reuniones, en las cocinas, en los senderos y en las fogatas.

## Encuentros fuera de Estados Unidos

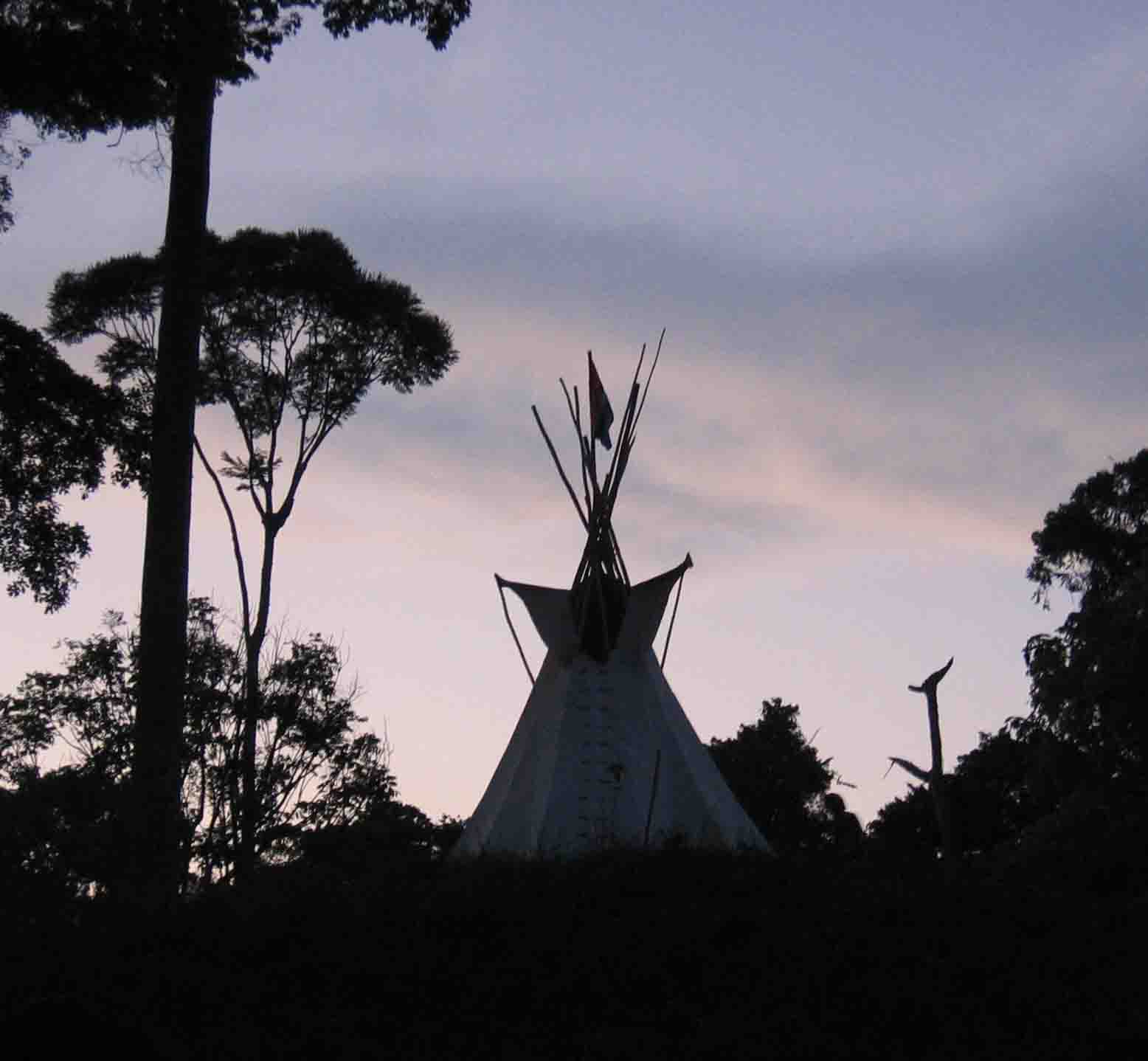
El tipi de Québec en el Encuentro Mundial en Costa Rica, 2004

### Reuniones europeas
Hay una reunión anual europea y muchos países europeos organizan sus propias reuniones nacionales o regionales. La primera reunión europea de Rainbow se organizó en 1983 en Val Campo, Ticino, Suiza. La reunión europea de 2007, la vigésimo quinta repetición de ese evento anual, tuvo lugar en Bosnia-Herzegovina. Las tres reuniones europeas posteriores tuvieron lugar en Serbia (2008), Ucrania (2009) y Finlandia (2010). En 2010, también hubo dos Reuniones Arco Iris en las Islas Canarias, España. El primero se celebró cerca de la costa norte de La Palma y el segundo encuentro se celebró en Gran Canaria. La reunión de 2011 tuvo lugar en Portugal, 2012 en Eslovaquia, 2013 en Grecia, 2014 en Rumania, 2015 en Lituania, 2016 en los Alpes y 2017 en Italia. La reunión europea de 2018 ha tenido lugar en Polonia. La reunión de 2021, tuvo lugar en La Rioja, en un lugar casi inaccesible de la Sierra de la Demanda.
La reunión de 2017 en Italia estuvo relacionada con varios casos de fiebre tifoidea en Francia, Alemania y Eslovenia.

### Reuniones mundiales
Se han celebrado reuniones mundiales en Australia, Zimbabue, Brasil, Costa Rica, Canadá, Turquía, Israel, Tailandia, China y Nueva Zelanda. Aproximadamente 3.000 personas asistieron al Encuentro Mundial 2000 en Australia, celebrado en tierras de cultivo en el Bosque Estatal Boonoo Boonoo, en el norte de Nueva Gales del Sur. [32] El Encuentro Mundial 2009 se llevó a cabo en los alrededores de Murchison, Nueva Zelanda, en 2011 en Argentina, en 2012 comenzó en Brasil, desde donde los participantes viajaron en caravana a Guatemala y completaron la segunda mitad del encuentro. En 2013, se celebró una vez más en Canadá, en la isla de Vancouver, en la provincia occidental de Columbia Británica. En el 2014 el WRG fue en Hungría. En 2015 el WRG fue en Egipto, Sinaí. En 2016 en Etiopía. El World Rainbow Gathering de mayo de 2017 se realizó en Jengglungharjo, Indonesia. En 2018 el World Rainbow Gathering fue en el condado de Hualien en Taiwán. En 2019 el World Rainbow Gathering fue en Colombia.
 En 2021 se realizó en México. En el 2022 se realizó en Turquía (en el mismo lugar que se realizó en el año 2005).
En 2023 se realizara en la Luna Nueva de Septiembre en Nepal.